# 吕业升
吕业升（1962年9月—），广东鹤山人，男，汉族，中华人民共和国政治人物。1979年5月参加工作，1987年6月加入中国共产党。广东省政法管理干部学院公安专业毕业，广东省委党校研究生（经济学专业）。

## 生平
曾任中共云安县委副书记、副县长（正处级），共青团广东省委副书记、党组成员。1998年3月，任广东中旅（集团）有限公司董事长、总经理。2009年7月，任广东省广业资产经营有限公司董事长、党委书记。2011年8月，任广东省机场管理集团有限公司董事长、党委书记。2013年8月，任广东省人民政府国有资产监督管理委员会主任、党委书记。2016年4月，任中共东莞市委书记。
2018年1月，当选为广东省人大常委会副主任，同年3月不再担任中共东莞市委书记。2023年1月，不再担任广东省人大常委会副主任。但继续担任省人大常委会党组成员，省总工会主席。
2025年2月，卸任广东省总工会主席一职，由黄宁生接任。